# نظام التوزيع العالمي

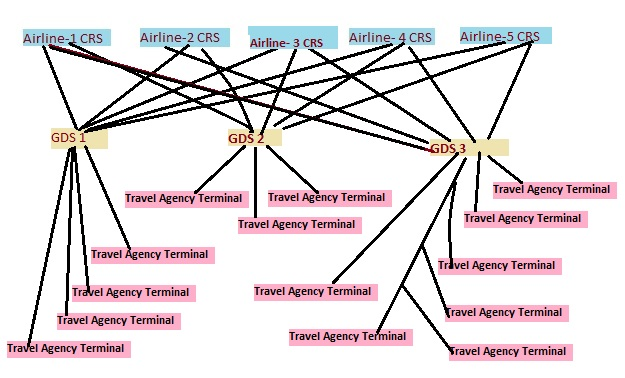
رسم تخطيطي لنظام التوزيع العالمي لشركات الطيران

نظام التوزيع العالمي (global distribution system) اختصاراً: «جي دي إس» (GDS) هو نظام شبكة محوسب تملكه أو تديره شركة تتيح المعاملات بين مزودي خدمات صناعة السفر، وخاصة شركات الطيران والفنادق وشركات تأجير السيارات ووكالات السفر. يستخدم نظام التوزيع العالمي (جي دي إس) بشكل أساسي المخزون في الوقت الفعلي (real-time inventory) (على سبيل المثال، عدد غرف الفنادق المتاحة، أو عدد مقاعد الرحلة المتاحة، أو عدد السيارات المتاحة) من مزودي الخدمة. اعتمدت وكالات السفر تقليديًا على جي دي إس للخدمات والمنتجات والأسعار من أجل توفير الخدمات المتعلقة بالسفر للمستهلكين النهائيين. وبالتالي، يمكن لنظام التوزيع العالمي (جي دي إس) ربط الخدمات والأسعار والحجوزات التي تدمج المنتجات والخدمات عبر جميع قطاعات السفر الثلاثة: أي حجوزات شركات الطيران وحجوزات الفنادق وتأجير السيارات.
يختلف جي دي إس عن نظام حجوزات الكمبيوتر، وهو نظام حجز يستخدمه مقدمو الخدمة (المعروفون أيضًا باسم البائعين). العملاء الأساسيون لـ جي دي إس هم وكلاء السفر (سواء عبر الإنترنت أو في المكتب) الذين يقومون بالحجز على أنظمة الحجز المختلفة التي يديرها البائعون. جي دي إس لا يحمل أي مخزون؛ يتم الاحتفاظ بالمخزون في نظام حجز البائع نفسه. سيكون لنظام جي دي إس رابط في الوقت الفعلي لقاعدة بيانات البائع. على سبيل المثال، عندما تطلب وكالة سفر حجزًا على خدمة شركة طيران معينة، يقوم نظام جي دي إس بتوجيه الطلب إلى نظام حجوزات الكمبيوتر المناسب لشركة الطيران.

## مثال على تسهيل الحجز الذي قامت به شركة طيران جي دي إس
يتم الاحتفاظ بصورة معكوسة لسجل اسم المسافر (PNR) في نظام حجوزات شركات الطيران في نظام جي دي إس. إذا حجز مسافر خط سير رحلة يحتوي على أجزاء جوية لشركات طيران متعددة من خلال وكالة سفر، فإن سجل اسم المسافر في نظام جي دي إس سيحتفظ بمعلومات عن خط سير الرحلة بالكامل، وسيكون لكل شركة طيران يسافرون عليها جزءًا فقط من خط سير الرحلة ذي الصلة هم. قد يحتوي هذا على أجزاء الرحلة على خدماتهم الخاصة ورحلات الربط الواردة والصادرة (المعروفة باسم أقسام المعلومات) لشركات الطيران الأخرى في خط سير الرحلة. على سبيل المثال، إذا حجز أحد الركاب رحلة من أمستردام إلى لندن على الخطوط الجوية الملكية الهولندية، ومن لندن إلى نيويورك على الخطوط الجوية البريطانية، ومن نيويورك إلى فرانكفورت على لوفتهانزا من خلال وكيل سفر وإذا كان وكيل السفر متصلاً بشركة أماديوس جي دي إس. سيحتوي سجل اسم المسافر "البينار" (PNR) في أماديوس جي دي إس على خط سير الرحلة الكامل، وسيُظهر "البينار" في الخطوط الجوية الملكية الهولندية الجزء من أمستردام إلى لندن جنبًا إلى جنب مع رحلة الخطوط الجوية البريطانية كقسم معلومات فصاعدًا. وبالمثل، فإن "البينار" في نظام لوفتهانزا سيظهر الجزء من نيويورك إلى فرانكفورت مع رحلة الخطوط الجوية البريطانية كجزء من معلومات الوصول. سيُظهر "البينار" في نظام الخطوط الجوية البريطانية جميع الأقسام الثلاثة. أحدهما كقطعة حية والآخران كشرائح معلومات وصول وما بعدها.
تتمتع بعض أنظمة جي دي إس (بشكل أساسي أماديوس CRS وسابر) بقدرة استخدام مزدوج لاستضافة نظام حجوزات أجهزة كمبيوتر متعددة، في مثل هذه الحالات وظيفيًا يتصرف نظام حجز الكمبيوتر وقسم جي دي إس للنظام كما لو كانا أنظمة منفصلة.

## أنظمة وموردون
أشهر أنظمة التوزيع العالمي على مستوى العالم هي أماديوس وسابر وترافلبورت (غاليليو ووورلد سبان وأبولو). أسواق خدمات أنظمة جي دي إس الأخرى، على سبيل المثال، تهيمن ترافيل سكاي على السوق الصينية، ونظام (KIU) هو (PSS) وجي دي إس المستخدم في أمريكا اللاتينية.

## مستقبل أنظمة وشركات جي دي إس
نشأت أنظمة التوزيع العالمية في صناعة السفر من نموذج أعمال تقليدي قديم كان موجودًا للعمل البيني بين بائعي شركات الطيران ووكلاء السفر. خلال الأيام الأولى لأنظمة الحجوزات المحوسبة، لم يكن من الممكن حجز تذاكر الطيران بدون نظام التوزيع العالمي (جي دي إس). مع مرور الوقت، اعتمد العديد من بائعي شركات الطيران (بما في ذلك مشغلي الميزانية والمشغلين الرئيسيين) الآن إستراتيجية «البيع المباشر» لعملاء الجملة والتجزئة (الركاب). لقد استثمروا بكثافة في الحجوزات الخاصة بهم وقنوات التوزيع المباشر والأنظمة الشريكة. يساعد هذا في تقليل الاعتماد المباشر على أنظمة جي دي إس لتلبية أهداف المبيعات والإيرادات ويسمح باستجابة أكثر ديناميكية لاحتياجات السوق. تسهل هذه التطورات التكنولوجية في هذا المجال طريقة أسهل للبيع العابر لشركات الطيران الشريكة وعبر وكلاء السفر، مما يلغي الاعتماد على اتحاد عالمي مخصص لنظام التوزيع العالمي بين الأنظمة. أيضًا، تلغي مواقع الويب المتعددة لمقارنة الأسعار الحاجة إلى جي دي إس مخصص للأسعار والمخزون في الوقت المناسب لكل من وكلاء السفر والعملاء النهائيين. ومن ثم يرى بعض الخبراء أن هذه التغييرات في نماذج الأعمال قد تؤدي إلى التخلص التدريجي الكامل من جي دي إس في مجال الخطوط الجوية بحلول عام 2020. من ناحية أخرى، يوضح بعض خبراء السفر المحترفين أن جي دي إس لا تزال تقدم المرونة وقدرات الشراء بالجملة لشركات الطيران الموحدة للوصول إلى وكلاء السفر الذين لا تستطيع أنظمة شركات الطيران الفردية تزويد قطاعات العملاء بخيارات أوسع. حجتهم هي أن أنظمة توزيع شركات الطيران الفردية ليست مصممة للتعامل مع أنظمة المنافسين.
أعلنت مجموعة لوفتهانزا في يونيو 2015 أنها كانت تفرض رسومًا إضافية بقيمة 16 يورو عند الحجز من خلال نظام توزيع عالمي خارجي بدلاً من أنظمتها الخاصة. وذكروا أن اختيارهم استند إلى أن تكاليف استخدام الأنظمة الخارجية كانت أعلى بعدة مرات من تكاليفهم. كما ذكرت العديد من شركات الطيران الأخرى بما في ذلك الخطوط الجوية الفرنسية - كيه إل إم وطيران الإمارات أنها تتابع التطوير.
ومع ذلك، تواصل الفنادق وصناعة تأجير السيارات الاستفادة من نظام التوزيع العالمي (جي دي إس)، وخاصة التخلص من المخزون في اللحظة الأخيرة باستخدام نظام التوزيع العالمي (جي دي إس) لتحقيق إيرادات تشغيلية إضافية. تعد جي دي إس هنا مفيدة لتسهيل الوصول العالمي باستخدام الشبكة الحالية والتكاليف الهامشية المنخفضة مقارنة بحجوزات السفر الجوي عبر الإنترنت. تعمل بعض شركات جي دي إس أيضًا على الاستثمار وإنشاء قدرة خارجية كبيرة في خطوة لتقليل التكاليف وتحسين هوامش الربح لخدمة عملائها بشكل مباشر لاستيعاب نماذج الأعمال المتغيرة.